# Valeur d'échange
La valeur d'échange, ou prix relatif, est le taux auquel une marchandise s'échange. On peut distinguer la valeur d'échange relative à un autre bien, comme dans un système de troc (essentiellement fictif, pour les besoins de la théorie), et la valeur d’échange dans les sociétés utilisant la monnaie, c'est-à-dire le prix dans une monnaie, qui sert ici d'unité de mesure commune, abstraite et universelle.
La valeur d'usage, quant à elle, est relative au besoin ; elle est donc au moins partiellement subjective et fonction de la situation.

## Historique
La distinction valeur d'usage / valeur d'échange est déjà présente chez Aristote : « La chaussure n'a pas été faite pour l'échange ; celui qui s'en sert pour se procurer de l'argent ou du pain s'écarte de son usage propre ; mais elle n'en est pas cependant radicalement détournée, si elle est cédée à quelqu'un qui s'en chaussera ; l'échange effectué dans ces conditions rentre dans l'usage naturel ou par soi (...) ». Il est passé ensuite dans le fonds commun de l'économie politique, Adam Smith revenant, par exemple, sur la distinction dans ses Recherches sur la nature et les causes de la richesse des nations.

## La théorie de la valeur selon Adam Smith
Pour les économistes classiques, en particulier Adam Smith, la valeur d'un bien résulte du coût des facteurs de production nécessaire à sa fabrication, essentiellement le travail. La valeur est donc fondée sur un critère objectif, c'est-à-dire sur une valeur d'échange. Selon Smith, la valeur d'échange est égale à la quantité de travail que cette marchandise peut acheter ou commander ; c'est la valeur travail commandée.

## La théorie de la valeur selon Karl Marx
Marx développe dans le livre I du Capital sa théorie de la valeur, selon laquelle toute marchandise possède une valeur d'échange et une valeur d'usage. La valeur d'usage est l'utilité concrète du bien. Elle est donnée par la nature et la quantité de la marchandise. La valeur d'échange est une propriété de la marchandise qui permet de la confronter avec d'autres marchandises sur le marché en vue de l'échange.
C'est parce qu'un produit possède une valeur, c'est-à-dire qu'il renferme une quantité déterminée de temps de travail, qu'il peut devenir marchandise et être une valeur d'échange.